# Hrabstwo Contra Costa

Piramida wieku hrabstwa

Hrabstwo Contra Costa (ang. Contra Costa County) – hrabstwo w stanie Kalifornia w Stanach Zjednoczonych. Obszar całkowity hrabstwa obejmuje powierzchnię 802,15 mil² (2077,56 km²). Według przeprowadzonego w roku 2010 przez United States Census Bureau spisu powszechnego miało 1 049 025 mieszkańców.
Hrabstwo powstało w 1850 roku. Na jego terenie znajdują się:
- miejscowości – Antioch, Brentwood, Clayton, Concord, Danville, El Cerrito, Hercules, Lafayette, Martinez, Moraga, Oakley, Orinda, Pinole, Pittsburg, Pleasant Hill, Richmond, San Pablo, San Ramon, Walnut Creek,
- CDP – Acalanes Ridge, Alamo, Alhambra Valley, Bay Point, Bayview, Bethel Island, Blackhawk, Byron, Camino Tassajara, Castle Hill, Clyde, Contra Costa Centre, Crockett, Diablo, Discovery Bay, East Richmond Heights, El Sobrante, Kensington, Knightsen, Montalvin Manor, Mountain View, Norris Canyon, North Gate, North Richmond, Pacheco, Port Costa, Reliez Valley, Rodeo, Rollingwood, San Miguel, Saranap, Shell Ridge, Tara Hills, Vine Hill.